# 明知町 (みよし市)
明知町（みょうちちょう）は、愛知県みよし市の町名。郵便番号は470-0214。

## 地理
みよし市南部に位置する。境川の支流である八幡川（茶屋川）の上流域にある。
南東は豊田市に、南西は刈谷市に接する。南は平針街道（愛知県道56号名古屋岡崎線）が東西に走り、北は挙母街道（愛知県道218号和合豊田線）が東西に走る。さらに愛知県道234号みよし沓掛線が走る。

## 歴史

### 中近世
- 中世には左近将監の小野田長安（近藤長安）とその一族の本拠地だった[6]。戦国時代の土豪である原田氏の居館跡は下明知城として残る[6]。
- もとは三河国碧海郡に属しており、江戸時代前期に加茂郡の所属となった[6]。

### 近現代
- 1878年（明治11年） - 加茂郡が分割されて西加茂郡の所属となる[6]。
- 1889年（明治22年） - 町村制施行に伴って明越村大字明知となる[6]。
- 1906年（明治39年） - 合併に伴って三好村大字明知となる[6]。
- 1958年（昭和33年） - 三好村の町制施行に伴って三好町大字明知となる[6]。
- 1972年（昭和47年） - トヨタ自動車工業明知工場が操業開始[6]。

### 地名の由来
応永年間に宝珠庵を開いた劫外乗空和尚は妙智高徳と名高く、周辺の地名がまず妙智となり、やがて明知となった。かつては明智とも書いた。

## 世帯数と人口
2022年（令和4年）3月1日現在の世帯数と人口は以下の通りである。
| 町丁   | 世帯数    | 人口    |
| ------ | --------- | ------- |
| 三好町 | 1,018世帯 | 2,811人 |

## 小・中学校の学区
市立小・中学校に通う場合、町内が学区に指定されている小・中学校は以下の通りとなる。
小学校
- みよし市立中部小学校
- みよし市立天王小学校
- みよし市立南部小学校
- みよし市立三吉小学校

中学校
- みよし市立三好中学校
- みよし市立南中学校

## 交通

### 鉄道
町内に鉄道駅はない。

### 道路
- 愛知県道56号名古屋岡崎線
- 愛知県道218号和合豊田線
- 愛知県道234号みよし沓掛線

## 施設

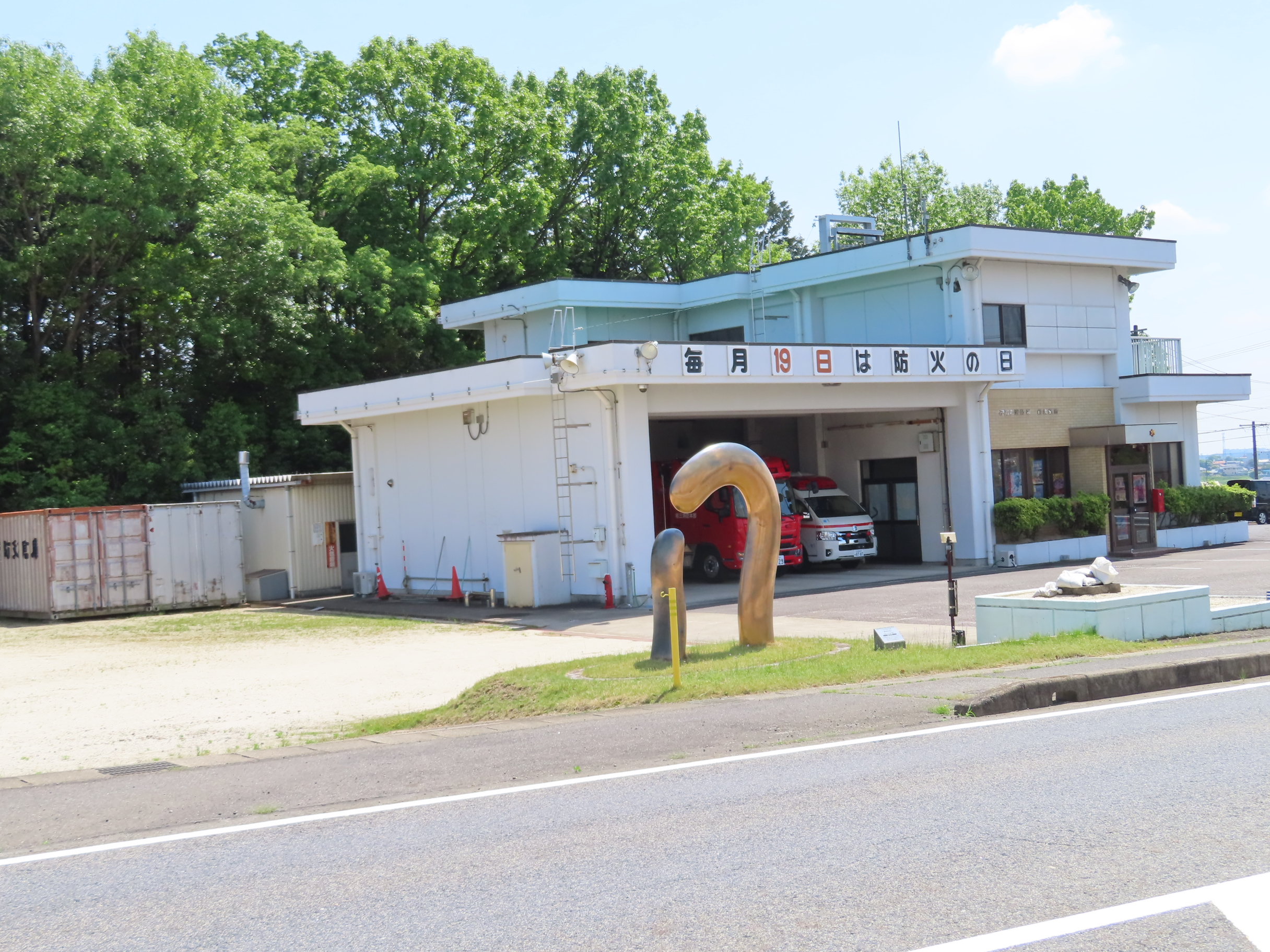
みよし消防署南出張所

- 尾三消防組合みよし消防署南出張所
- みよし市立南部小学校
- トヨタ自動車明知工場
- 細口公園
- 西山墓地

## 名所・旧跡
- 八柱社
- 明知神明宮
- 光明寺 - 浄土宗西山禅林寺派。
- 浄久寺 - 浄土宗西山禅林寺派。
- 観正寺 - 曹洞宗。
- 法光寺 - 曹洞宗。

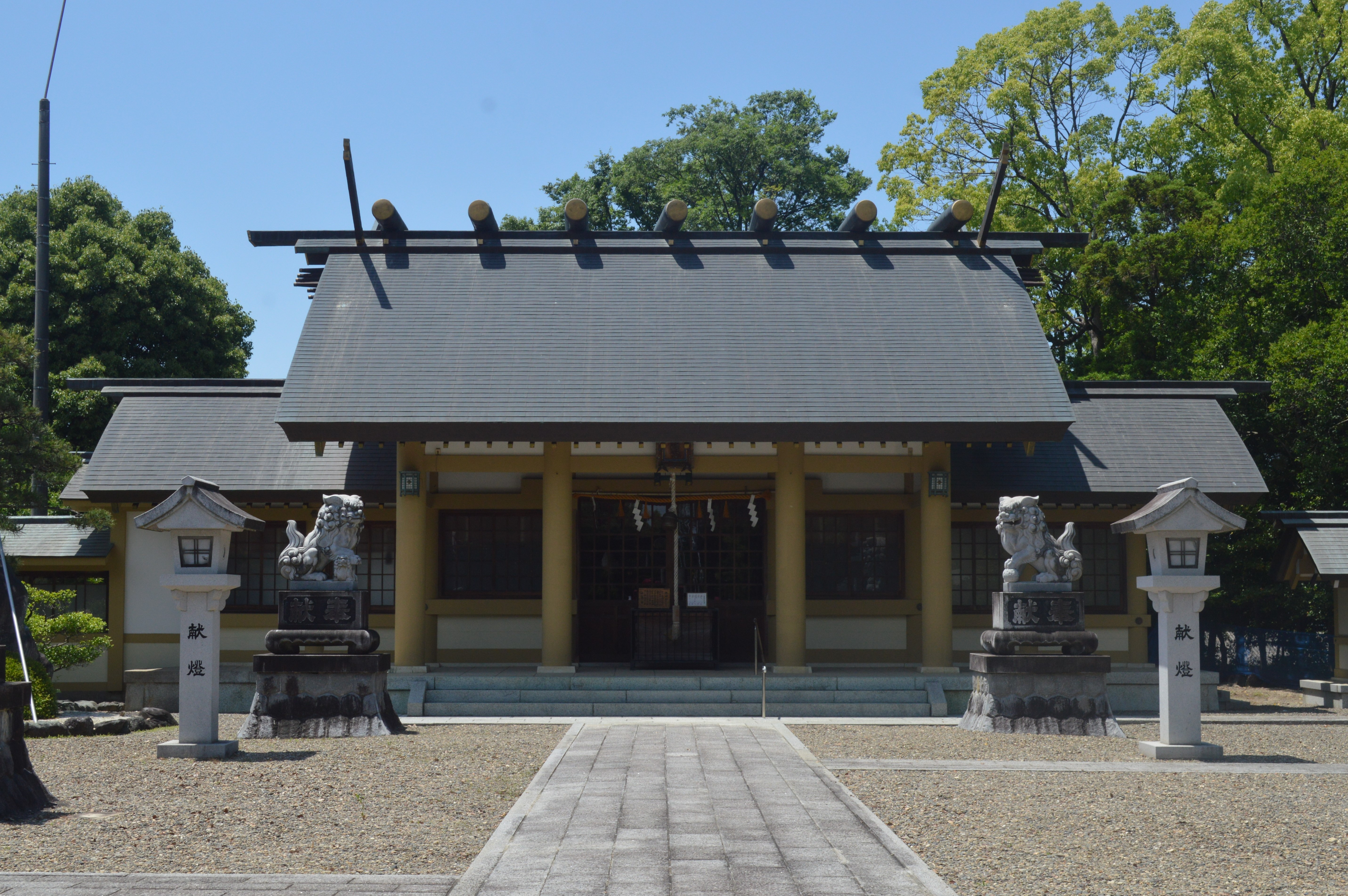
明知神明宮

- 六部地蔵 - 正徳2年（1712年）建立。

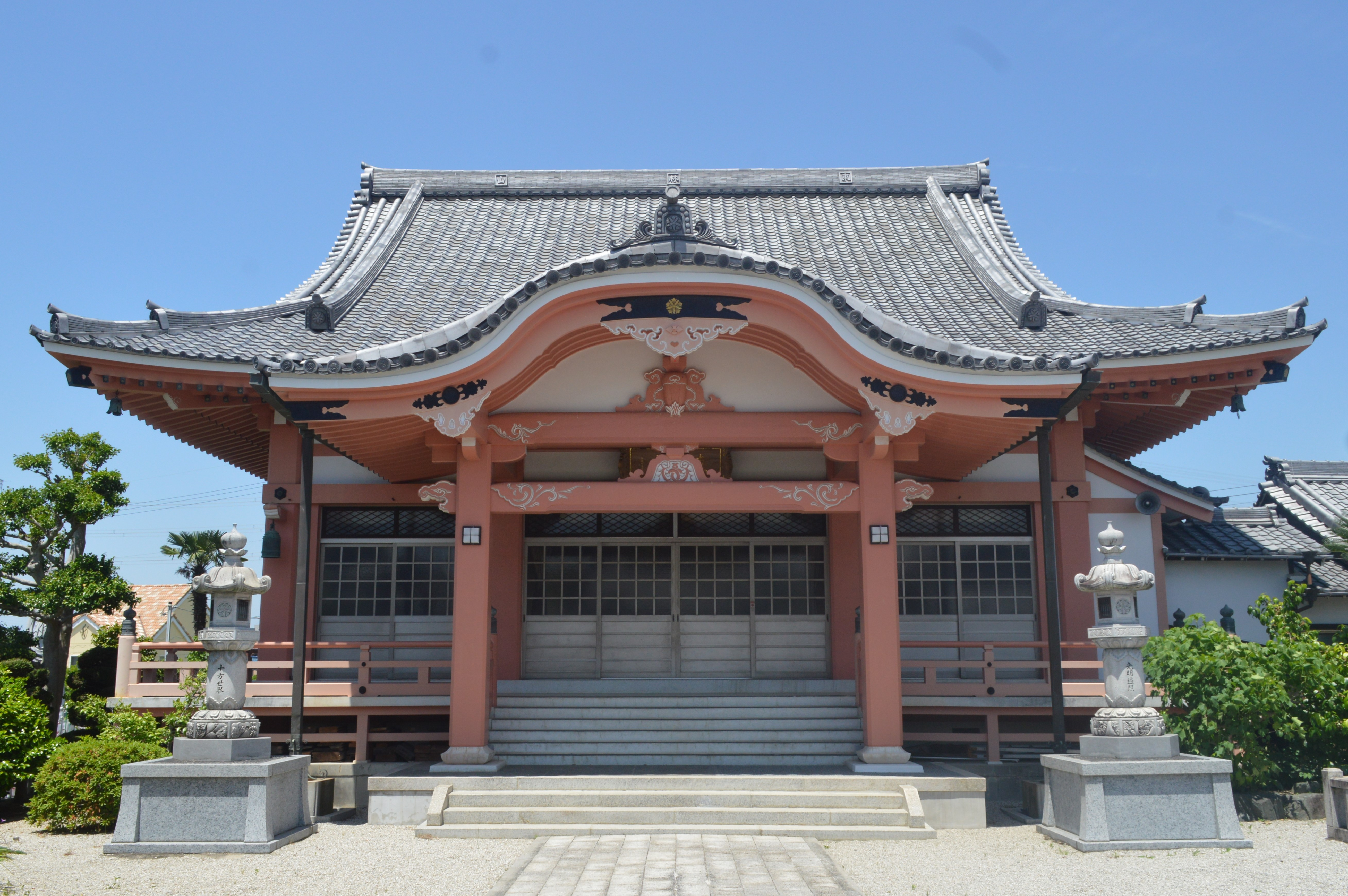
浄久寺
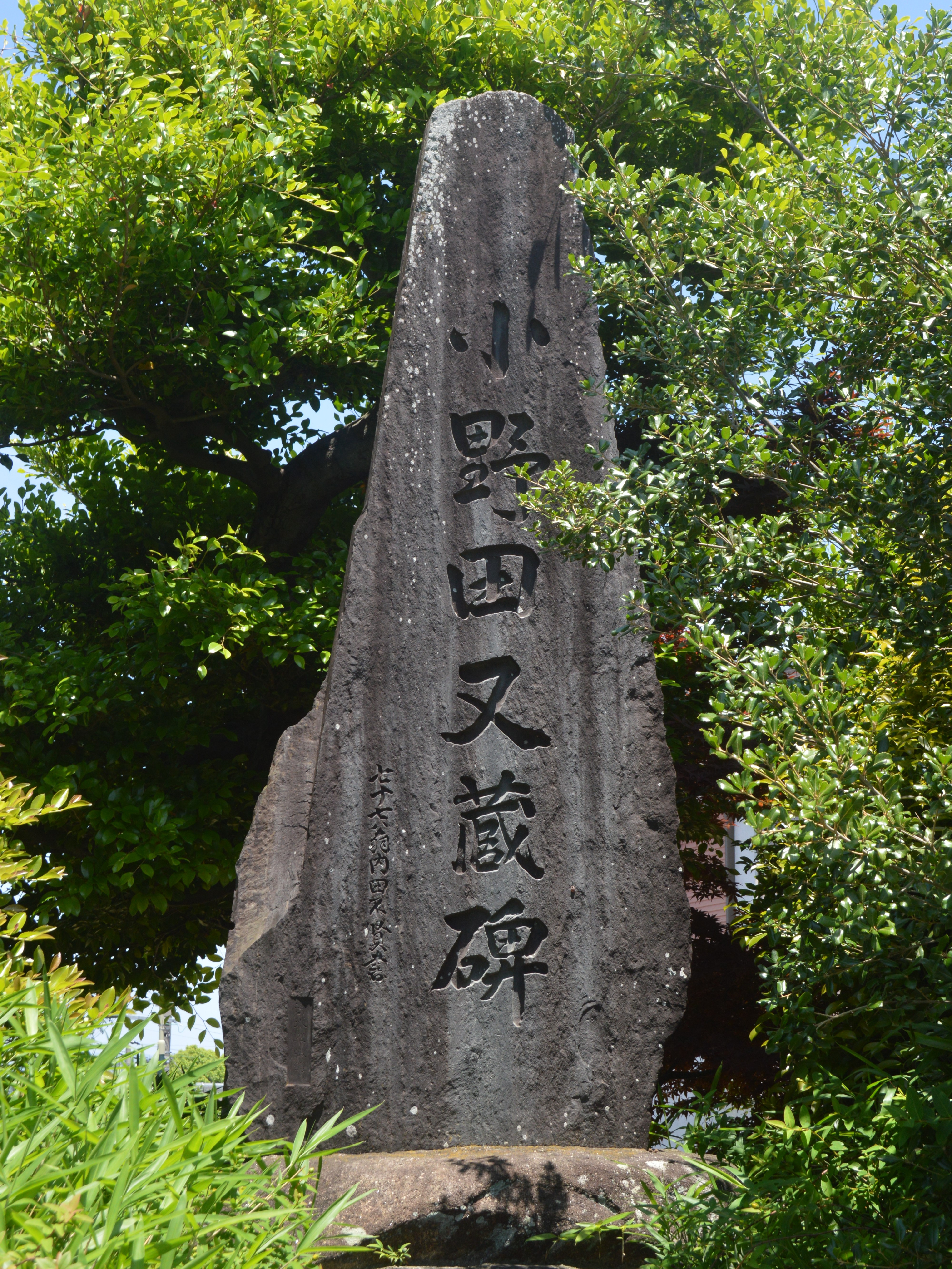
「小野田又蔵碑」

## 出身者
- 小野田又蔵 - 堂宮大工。